# Liste der Nummer-eins-Hits in Irland (2006)
Dies ist eine Liste der Nummer-eins-Hits in Irland im Jahr 2006. Sie basiert auf den offiziellen Single und Album Top 100 der irischen Charts, die im Auftrag der Irish Recorded Music Association (IRMA) erstellt werden. Es gab in diesem Jahr 14 Nummer-eins-Singles und 25 Nummer-eins-Alben.

## Singles
| ← 2005 ← | Liste der Nummer-eins-Hits in Irland | Liste der Nummer-eins-Hits in Irland | Liste der Nummer-eins-Hits in Irland                 | 2007 →                    |
| \| Zeitraum \| Wo. ges. \| Interpret \| Titel Autor(en) \| Zusätzliche Informationen \| \| (Zeitraum, Wochen auf Platz eins, Interpret, Titel, Autor[en], zusätzliche Informationen) \| \| \| \| \| \| ----------------------------------------------------------------------------------------- \| -------- \| ------------------------- \| ---------------------------------------------------- \| ------------------------- \| \| 29. Dezember 2005 – 4. Januar 2006 1 Woche (insgesamt 2) \| 2 \| Nizlopi \| JCB Song \| – \| \| 5. Januar 2006 – 22. Februar 2006 7 Wochen \| 7 \| Shayne Ward \| That’s My Goal \| – \| \| 23. Februar 2006 – 5. April 2006 6 Wochen \| 6 \| Pat Shortt \| Jumbo Breakfast Roll \| – \| \| 6. April 2006 – 12. April 2006 1 Woche (insgesamt 8) \| 8 \| Gnarls Barkley \| Crazy \| – \| \| 13. April 2006 – 19. April 2006 1 Woche \| 1 \| Shayne Ward \| No Promises \| – \| \| 20. April 2006 – 7. Juni 2006 7 Wochen (insgesamt 8) \| 8 \| Gnarls Barkley \| Crazy \| – \| \| 8. Juni 2006 – 14. Juni 2006 1 Woche \| 1 \| Sandi Thom \| I Wish I Was a Punk Rocker (With Flowers in My Hair) \| – \| \| 15. Juni 2006 – 16. August 2006 9 Wochen \| 9 \| Shakira feat. Wyclef Jean \| Hips Don’t Lie \| – \| \| 17. August 2006 – 30. August 2006 2 Wochen (insgesamt 6) \| 6 \| Cascada \| Everytime We Touch \| – \| \| 31. August 2006 – 27. September 2006 4 Wochen \| 4 \| Justin Timberlake \| SexyBack \| – \| \| 28. September 2006 – 25. Oktober 2006 4 Wochen (insgesamt 6) \| 6 \| Cascada \| Everytime We Touch \| – \| \| 26. Oktober 2006 – 8. November 2006 2 Wochen \| 2 \| Beyoncé \| Irreplaceable \| – \| \| 9. November 2006 – 15. November 2006 1 Woche \| 1 \| U2 & Green Day \| The Saints Are Coming \| – \| \| 16. November 2006 – 22. November 2006 1 Woche \| 1 \| Westlife \| The Rose \| – \| \| 23. November 2006 – 20. Dezember 2006 4 Wochen \| 4 \| Akon feat. Eminem \| Smack That \| – \| \| 21. Dezember 2006 – 31. Januar 2007 6 Wochen \| 6 \| Leona Lewis \| A Moment Like This \| – \| |                                      |                                      |                                                      |                           |
| ← 2005 |                                      |                                      |                                                      | → 2007 →                  |
| Zeitraum | Wo. ges.                             | Interpret                            | Titel Autor(en)                                      | Zusätzliche Informationen |
| (Zeitraum, Wochen auf Platz eins, Interpret, Titel, Autor[en], zusätzliche Informationen) |                                      |                                      |                                                      |                           |
| 29. Dezember 2005 – 4. Januar 2006 1 Woche (insgesamt 2) | 2                                    | Nizlopi                              | JCB Song                                             | –                         |
| 5. Januar 2006 – 22. Februar 2006 7 Wochen | 7                                    | Shayne Ward                          | That’s My Goal                                       | –                         |
| 23. Februar 2006 – 5. April 2006 6 Wochen | 6                                    | Pat Shortt                           | Jumbo Breakfast Roll                                 | –                         |
| 6. April 2006 – 12. April 2006 1 Woche (insgesamt 8) | 8                                    | Gnarls Barkley                       | Crazy                                                | –                         |
| 13. April 2006 – 19. April 2006 1 Woche | 1                                    | Shayne Ward                          | No Promises                                          | –                         |
| 20. April 2006 – 7. Juni 2006 7 Wochen (insgesamt 8) | 8                                    | Gnarls Barkley                       | Crazy                                                | –                         |
| 8. Juni 2006 – 14. Juni 2006 1 Woche | 1                                    | Sandi Thom                           | I Wish I Was a Punk Rocker (With Flowers in My Hair) | –                         |
| 15. Juni 2006 – 16. August 2006 9 Wochen | 9                                    | Shakira feat. Wyclef Jean            | Hips Don’t Lie                                       | –                         |
| 17. August 2006 – 30. August 2006 2 Wochen (insgesamt 6) | 6                                    | Cascada                              | Everytime We Touch                                   | –                         |
| 31. August 2006 – 27. September 2006 4 Wochen | 4                                    | Justin Timberlake                    | SexyBack                                             | –                         |
| 28. September 2006 – 25. Oktober 2006 4 Wochen (insgesamt 6) | 6                                    | Cascada                              | Everytime We Touch                                   | –                         |
| 26. Oktober 2006 – 8. November 2006 2 Wochen | 2                                    | Beyoncé                              | Irreplaceable                                        | –                         |
| 9. November 2006 – 15. November 2006 1 Woche | 1                                    | U2 & Green Day                       | The Saints Are Coming                                | –                         |
| 16. November 2006 – 22. November 2006 1 Woche | 1                                    | Westlife                             | The Rose                                             | –                         |
| 23. November 2006 – 20. Dezember 2006 4 Wochen | 4                                    | Akon feat. Eminem                    | Smack That                                           | –                         |
| 21. Dezember 2006 – 31. Januar 2007 6 Wochen | 6                                    | Leona Lewis                          | A Moment Like This                                   | –                         |

## Alben
| ← 2005 ← | Liste der Nummer-eins-Hits in Irland | Liste der Nummer-eins-Hits in Irland | Liste der Nummer-eins-Hits in Irland          | 2007 →                    |
| \| Zeitraum \| Wo. ges. \| Interpret \| Titel \| Zusätzliche Informationen \| \| (Zeitraum, Wochen auf Platz eins, Interpret, Titel, zusätzliche Informationen) \| \| \| \| \| \| ------------------------------------------------------------------------------ \| -------- \| --------------------- \| --------------------------------------------- \| ------------------------- \| \| 8. Dezember 2005 – 4. Januar 2006 4 Wochen \| 4 \| Eminem \| Curtain Call: The Hits \| – \| \| 5. Januar 2006 – 11. Januar 2006 1 Woche \| 1 \| Kelly Clarkson \| Breakaway \| – \| \| 12. Januar 2006 – 25. Januar 2006 2 Wochen (insgesamt 14) \| 14 \| James Blunt \| Back to Bedlam \| – \| \| 26. Januar 2006 – 15. Februar 2006 3 Wochen \| 3 \| Arctic Monkeys \| Whatever People Say I Am, That’s What I’m Not \| – \| \| 16. Februar 2006 – 22. Februar 2006 1 Woche (insgesamt 4) \| 4 \| Johnny Cash \| Ring of Fire: The Legend of Johnny Cash \| – \| \| 23. Februar 2006 – 1. März 2006 1 Woche \| 1 \| Rodrigo y Gabriela \| Rodrigo y Gabriela \| – \| \| 2. März 2006 – 22. März 2006 3 Wochen (insgesamt 4) \| 4 \| Johnny Cash \| Ring of Fire: The Legend of Johnny Cash \| – \| \| 23. März 2006 – 5. April 2006 2 Wochen \| 2 \| Andy Abraham \| The Impossible Dream \| – \| \| 6. April 2006 – 12. April 2006 1 Woche \| 1 \| Massive Attack \| Collected \| – \| \| 13. April 2006 – 19. April 2006 1 Woche \| 1 \| Christy Moore \| Live at the Point \| – \| \| 20. April 2006 – 3. Mai 2006 2 Wochen \| 2 \| Shayne Ward \| Shayne Ward \| – \| \| 4. Mai 2006 – 10. Mai 2006 1 Woche (insgesamt 11) \| 11 \| Snow Patrol \| Eyes Open \| – \| \| 11. Mai 2006 – 14. Juni 2006 5 Wochen \| 5 \| Red Hot Chili Peppers \| Stadium Arcadium \| – \| \| 15. Juni 2006 – 21. Juni 2006 1 Woche \| 1 \| Keane \| Under the Iron Sea \| – \| \| 22. Juni 2006 – 28. Juni 2006 1 Woche \| 1 \| Sandi Thom \| Smile … It Confuses People \| – \| \| 29. Juni 2006 – 5. Juli 2006 1 Woche \| 1 \| Fatboy Slim \| The Greatest Hits – Why Try Harder \| – \| \| 6. Juli 2006 – 12. Juli 2006 1 Woche \| 1 \| Muse \| Black Holes and Revelations \| – \| \| 13. Juli 2006 – 26. Juli 2006 2 Wochen \| 2 \| Johnny Cash \| American V: A Hundred Highways \| – \| \| 27. Juli 2006 – 9. August 2006 2 Wochen \| 2 \| Billy Joel \| Piano Man: The Very Best Of \| – \| \| 10. August 2006 – 16. August 2006 1 Woche (insgesamt 11) \| 11 \| Snow Patrol \| Eyes Open \| – \| \| 17. August 2006 – 23. August 2006 1 Woche \| 1 \| Christina Aguilera \| Back to Basics \| – \| \| 24. August 2006 – 30. August 2006 1 Woche (insgesamt 11) \| 11 \| Snow Patrol \| Eyes Open \| – \| \| 31. August 2006 – 6. September 2006 1 Woche \| 1 \| Bob Dylan \| Modern Times \| – \| \| 7. September 2006 – 13. September 2006 1 Woche (insgesamt 11) \| 11 \| Snow Patrol \| Eyes Open \| – \| \| 14. September 2006 – 20. September 2006 1 Woche \| 1 \| Justin Timberlake \| FutureSex/LoveSounds \| – \| \| 21. September 2006 – 4. Oktober 2006 2 Wochen \| 2 \| Scissor Sisters \| Ta-Dah \| – \| \| 5. Oktober 2006 – 8. November 2006 5 Wochen \| 5 \| The Killers \| Sam’s Town \| – \| \| 9. November 2006 – 15. November 2006 1 Woche \| 1 \| Damien Rice \| 9 \| – \| \| 16. November 2006 – 22. November 2006 1 Woche \| 1 \| Mario Rosenstock \| Gift Grup Volume 7 \| – \| \| 23. Dezember 2006 – 3. Januar 2007 2 Wochen \| 2 \| Westlife \| The Love Album \| – \| |                                      |                                      |                                               |                           |
| ← 2005 |                                      |                                      |                                               | → 2007 →                  |
| Zeitraum | Wo. ges.                             | Interpret                            | Titel                                         | Zusätzliche Informationen |
| (Zeitraum, Wochen auf Platz eins, Interpret, Titel, zusätzliche Informationen) |                                      |                                      |                                               |                           |
| 8. Dezember 2005 – 4. Januar 2006 4 Wochen | 4                                    | Eminem                               | Curtain Call: The Hits                        | –                         |
| 5. Januar 2006 – 11. Januar 2006 1 Woche | 1                                    | Kelly Clarkson                       | Breakaway                                     | –                         |
| 12. Januar 2006 – 25. Januar 2006 2 Wochen (insgesamt 14) | 14                                   | James Blunt                          | Back to Bedlam                                | –                         |
| 26. Januar 2006 – 15. Februar 2006 3 Wochen | 3                                    | Arctic Monkeys                       | Whatever People Say I Am, That’s What I’m Not | –                         |
| 16. Februar 2006 – 22. Februar 2006 1 Woche (insgesamt 4) | 4                                    | Johnny Cash                          | Ring of Fire: The Legend of Johnny Cash       | –                         |
| 23. Februar 2006 – 1. März 2006 1 Woche | 1                                    | Rodrigo y Gabriela                   | Rodrigo y Gabriela                            | –                         |
| 2. März 2006 – 22. März 2006 3 Wochen (insgesamt 4) | 4                                    | Johnny Cash                          | Ring of Fire: The Legend of Johnny Cash       | –                         |
| 23. März 2006 – 5. April 2006 2 Wochen | 2                                    | Andy Abraham                         | The Impossible Dream                          | –                         |
| 6. April 2006 – 12. April 2006 1 Woche | 1                                    | Massive Attack                       | Collected                                     | –                         |
| 13. April 2006 – 19. April 2006 1 Woche | 1                                    | Christy Moore                        | Live at the Point                             | –                         |
| 20. April 2006 – 3. Mai 2006 2 Wochen | 2                                    | Shayne Ward                          | Shayne Ward                                   | –                         |
| 4. Mai 2006 – 10. Mai 2006 1 Woche (insgesamt 11) | 11                                   | Snow Patrol                          | Eyes Open                                     | –                         |
| 11. Mai 2006 – 14. Juni 2006 5 Wochen | 5                                    | Red Hot Chili Peppers                | Stadium Arcadium                              | –                         |
| 15. Juni 2006 – 21. Juni 2006 1 Woche | 1                                    | Keane                                | Under the Iron Sea                            | –                         |
| 22. Juni 2006 – 28. Juni 2006 1 Woche | 1                                    | Sandi Thom                           | Smile … It Confuses People                    | –                         |
| 29. Juni 2006 – 5. Juli 2006 1 Woche | 1                                    | Fatboy Slim                          | The Greatest Hits – Why Try Harder            | –                         |
| 6. Juli 2006 – 12. Juli 2006 1 Woche | 1                                    | Muse                                 | Black Holes and Revelations                   | –                         |
| 13. Juli 2006 – 26. Juli 2006 2 Wochen | 2                                    | Johnny Cash                          | American V: A Hundred Highways                | –                         |
| 27. Juli 2006 – 9. August 2006 2 Wochen | 2                                    | Billy Joel                           | Piano Man: The Very Best Of                   | –                         |
| 10. August 2006 – 16. August 2006 1 Woche (insgesamt 11) | 11                                   | Snow Patrol                          | Eyes Open                                     | –                         |
| 17. August 2006 – 23. August 2006 1 Woche | 1                                    | Christina Aguilera                   | Back to Basics                                | –                         |
| 24. August 2006 – 30. August 2006 1 Woche (insgesamt 11) | 11                                   | Snow Patrol                          | Eyes Open                                     | –                         |
| 31. August 2006 – 6. September 2006 1 Woche | 1                                    | Bob Dylan                            | Modern Times                                  | –                         |
| 7. September 2006 – 13. September 2006 1 Woche (insgesamt 11) | 11                                   | Snow Patrol                          | Eyes Open                                     | –                         |
| 14. September 2006 – 20. September 2006 1 Woche | 1                                    | Justin Timberlake                    | FutureSex/LoveSounds                          | –                         |
| 21. September 2006 – 4. Oktober 2006 2 Wochen | 2                                    | Scissor Sisters                      | Ta-Dah                                        | –                         |
| 5. Oktober 2006 – 8. November 2006 5 Wochen | 5                                    | The Killers                          | Sam’s Town                                    | –                         |
| 9. November 2006 – 15. November 2006 1 Woche | 1                                    | Damien Rice                          | 9                                             | –                         |
| 16. November 2006 – 22. November 2006 1 Woche | 1                                    | Mario Rosenstock                     | Gift Grup Volume 7                            | –                         |
| 23. Dezember 2006 – 3. Januar 2007 2 Wochen | 2                                    | Westlife                             | The Love Album                                | –                         |